# Oost-Afrika
Oost-Afrika of Oostelijk Afrika omvat de volgende Afrikaanse landen:
- Burundi
- Kenia
- Oeganda
- Rwanda
- Seychellen
- Tanzania
- Zuid-Soedan

Hoorn van Afrika
-  Djibouti
-  Eritrea
-  Ethiopië
-  Somalië

Er zijn ook landen die in hun geheel of voor een deel tot dit gebied gerekend kunnen worden, te weten:
- Comoren
- Madagaskar
- Mauritius
- Mozambique
- Malawi
- Réunion
- Soedan
- Zambia
- Zimbabwe

Zowel het hoogste als het laagste punt van Afrika zijn gelegen in Oostelijk Afrika. Het laagste punt is Lac Assal in Djibouti en het hoogste punt is de Kilimanjaro in Tanzania.